# Seraue
Die Seraue (Capricornis) sind eine asiatische Gattung der Ziegenartigen.

## Merkmale

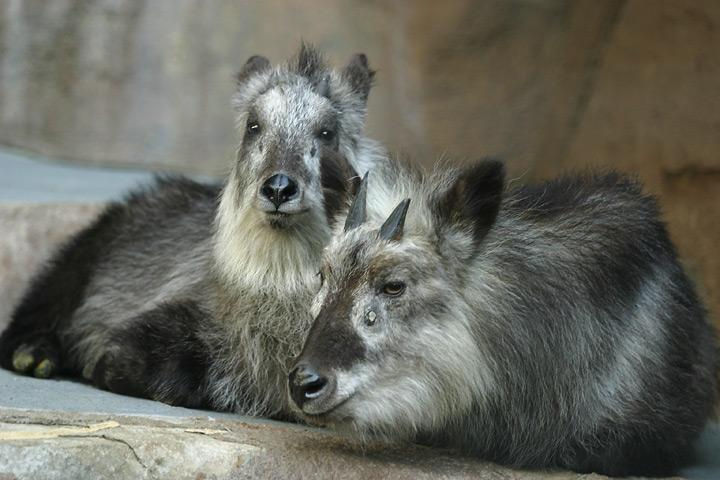
Japanische Seraue

Seraue sind stämmig gebaute, ziegenähnliche Tiere. Sie erreichen eine Kopf-Rumpf-Länge von 140 bis 180 Zentimetern, eine Schulterhöhe von 85 bis 94 Zentimetern und eine Schwanzlänge von 8 bis 16 Zentimetern. Das Gewicht beträgt 50 bis 140 Kilogramm. Das dichte Fell ist an der Oberseite grau oder schwarz gefärbt und an der Unterseite weiß; oft ist eine Rückenmähne vorhanden. Die Hufe sind kurz, der Schwanz leicht buschig. Beide Geschlechter tragen kurze, leicht gebogene Hörner, die 15 bis 26 Zentimeter lang werden können.

## Verbreitung und Lebensraum
Seraue sind im östlichen und südöstlichen Asien verbreitet, ihr Lebensraum reicht vom mittleren und östlichen China und dem östlichen Indien bis Sumatra und schließt auch Japan und Taiwan mit ein. Ihr Lebensraum sind Bergländer bis in 2700 Metern Seehöhe.

## Lebensweise
Diese Tiere sind gemächliche, aber sichere Kletterer, die oft auch Trampelpfade anlegen. Sie begeben sich am frühen Morgen und am späten Nachmittag auf Nahrungssuche, wobei sie meist Gräser und Blätter zu sich nehmen. Zu anderen Zeiten ruhen sie, meist in Höhlen oder unter überhängenden Felsen.
Die Tiere leben meistens einzelgängerisch, Weibchen und Jungtiere bilden aber manchmal kleine Gruppen von bis zu sieben Tieren.
Nach einer rund siebenmonatigen Tragzeit bringt das Weibchen meist ein einzelnes Jungtier zur Welt.

## Systematik und Benennung

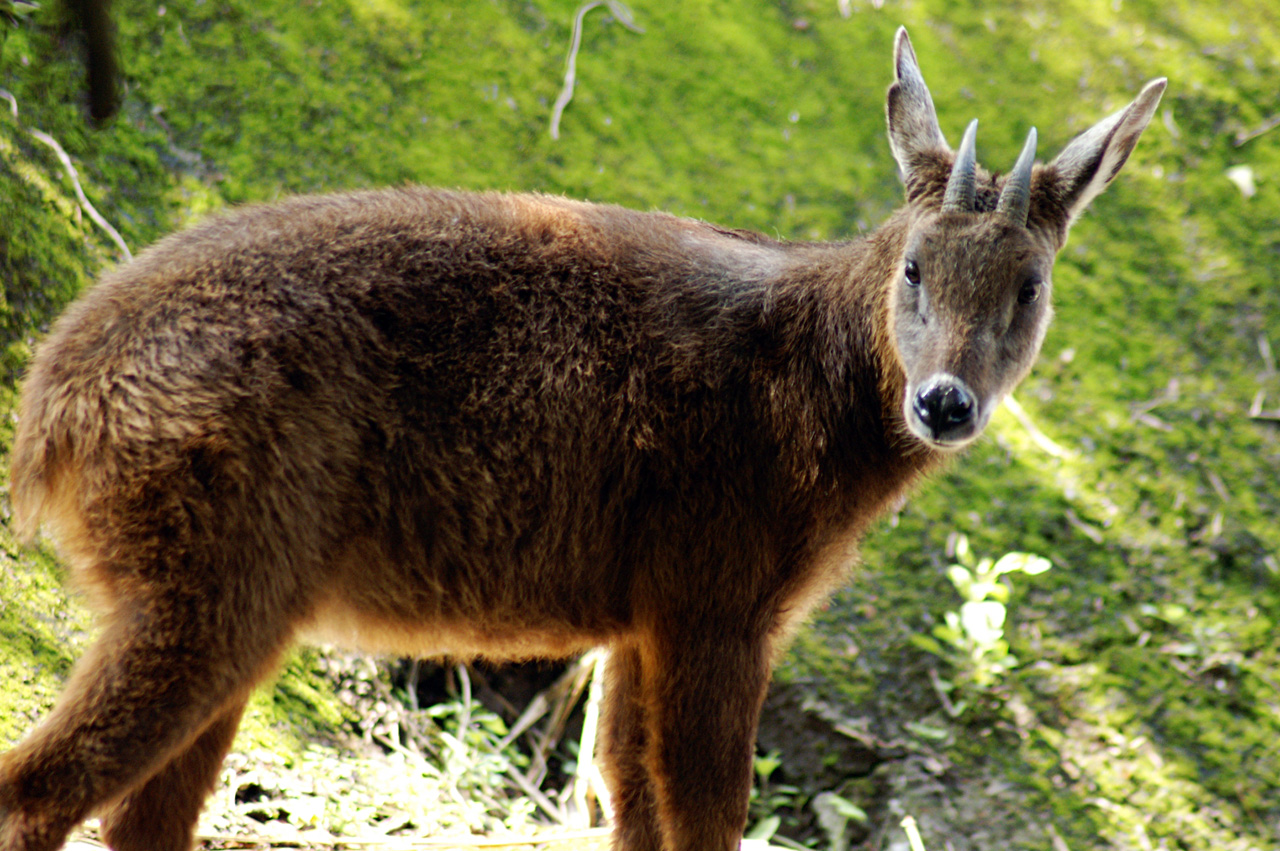
Taiwan-Serau

Seraue sind nahe mit den Goralen verwandt und werden manchmal in dieselbe Gattung (Naemorhedus) eingeordnet. Es werden vier Arten unterschieden:
- Japanischer Serau (Capricornis crispus (Temminck, 1844))
- Roter Serau (Capricornis rubidus Blyth, 1863)
- Südlicher Serau oder Sumatra-Serau (Capricornis sumatraensis (Bechstein, 1799))
- Taiwan-Serau oder Formosa-Serau (Capricornis swinhoei Gray, 1862)

Teilweise wurden bis zu sieben Arten geführt, wie es unter anderem eine Revision der Hornträger durch Colin P. Groves und Peter Grubb im Jahr 2011 vertrat. Hier ergaben aber molekulargenetische Studien, dass die als  Himalaya-Serau beziehungsweise Nepal-Serau (Capricornis thar), als  Chinesischer Serau (Capricornis milneedwardsii) und als  Indochinesischer Serau (Capricornis maritimus) bezeichneten Formen eng mit dem Südlichen Serau verwandt und teilweise polyphyletisch in diesen eingebunden sind. Bis auf den Japanischen und den Taiwan-Serau werden die anderen Arten in manchen Systematiken zu einer Art („Festland-Serau“) zusammengefasst.
Der Name „Serau“ stammt aus einer lokalen Sprache Sikkims. Der wissenschaftliche Name Capricornis bedeutet wörtlich übersetzt eigentlich Steinbock – die Steinböcke gehören jedoch nicht in diese Gattung, sondern zu den Ziegen.